# Stefan Jonsson (författare)
Per Stefan Jonsson, född 14 mars 1961 i Örby, Marks kommun i Örby församling i dåvarande Älvsborgs län, är en svensk författare, litteraturvetare, kritiker och sedan 2011 professor i etnicitet vid REMESO (Institutet för forskning om migration, etniska relationer och samhälle) vid Linköpings universitet.

## Biografi
Stefan Jonssons föräldrar är lärare. Han växte upp i Örby i Västergötland och tog sin universitetsexamen vid Uppsala universitet. Han har periodvis varit bosatt utomlands, i Berlin och under hela 1990-talet i USA, där han doktorerade i litteraturvetenskap vid Duke University, och innehade ett tvåårigt arbetsstipendium vid Getty Center i Los Angeles.
Jonsson är sedan 1986 skribent på Dagens Nyheters kulturredaktion och var 1989–2010 anställd av tidningen som kritiker och redaktör. Av en krönika publicerad i Dagens Nyheter den 18 mars 2010 framgår att Stefan Jonsson var en av de anställda på DN:s kulturredaktion som blev uppsagda till följd av det besparingsprogram som den nya chefredaktören Gunilla Herlitz verkställde under samma period. 2010-2011 var han lektor i estetik vid Södertörns högskola.
Jonsson var engagerad i Ship to Gaza som passagerare år 2011, som passagerare ombord på skeppet M/V Estelle år 2012, samt publicerade en kolumn i Dagens Nyheter.
Stefan Jonsson skriver också regelbundet för amerikanska och tyska tidskrifter.
Jonsson har medverkat i Sveriges Radio som debattör i program som Studio Ett, Morgonpasset i P3 och Nordegren & Epstein i P1.
Han var 1989–2010 gift med professorn Sara Danius, med vilken han har en son.

### Författarskap
Jonsson debuterade 1993 med den omdiskuterade reportageboken De andra: amerikanska kulturkrig och europeisk rasism där han diskuterar idéer och teorier om sådana fenomen som mångkulturalism, rasism, postkolonialism och globalisering. Denna bok följdes upp med Andra platser: en essä om kulturell identitet, som introducerade postkolonial teoribildning i Sverige. Tillsammans med Världens centrum: en essä om globalisering (2001) bildar dessa en trilogi som 2005 samlades i Världen i vitögat : tre essäer om västerländsk kultur.
Samma år utkom Tre revolutioner: en kort historia om folket, där Jonsson skildrar den franska revolutionen 1789, den proletära messianismens Bryssel 1889 och 1989 års revolutioner i Östeuropa. Tre revolutioner utkom hösten 2008 i engelsk översättning på Columbia University Press under titeln A Brief History of the Masses: Three Revolutions.
En andra del av Jonssons granskning av massan som begrepp och fantasi i europeisk historia utkom 2013 på samma förlag; denna bok behandlar mellankrigstidens Tyskland och Österrike och heter: Crowds and Democracy: The Idea and Image of the Masses from Revolution to Fascism. 2010 gav Jonsson ut Rapport från Sopornas planet, en samling kritiska essäer om aktuella och tidlösa frågor i gränslandet mellan estetik och politik. 2014 gav han tillsammans med statsvetaren Peo Hansen ut Eurafrica: The Untold History of European Integration and Colonialism, resultatet av ett längre forskningsprojekt om Europeiska Unionens rötter de koloniala intressen som präglade flera av grundarländerna 1957. Den essäistiska sidan av hans författarskap har fortsatt med Sanningskonst, en samtalsbok skriven med Sven Lindqvist, samt Där historien tar slut.